# Chiesa della Natività della Vergine Maria (Oselce)
La chiesa della Natività della Vergine Maria (in ceco kostel Narození Panny Marie) è il luogo di culto cattolico che si trova a Kotouň, frazione del comune di Oselce nel Distretto di Plzeň-jih, Regione di Plzeň in Repubblica Ceca. Si tratta di una ex chiesa parrocchiale appartenente alla diocesi di České Budějovice, suffraganea dell'arcidiocesi di Praga che risale al XVII secolo ed è considerata monumento culturale nazionale.

## Storia

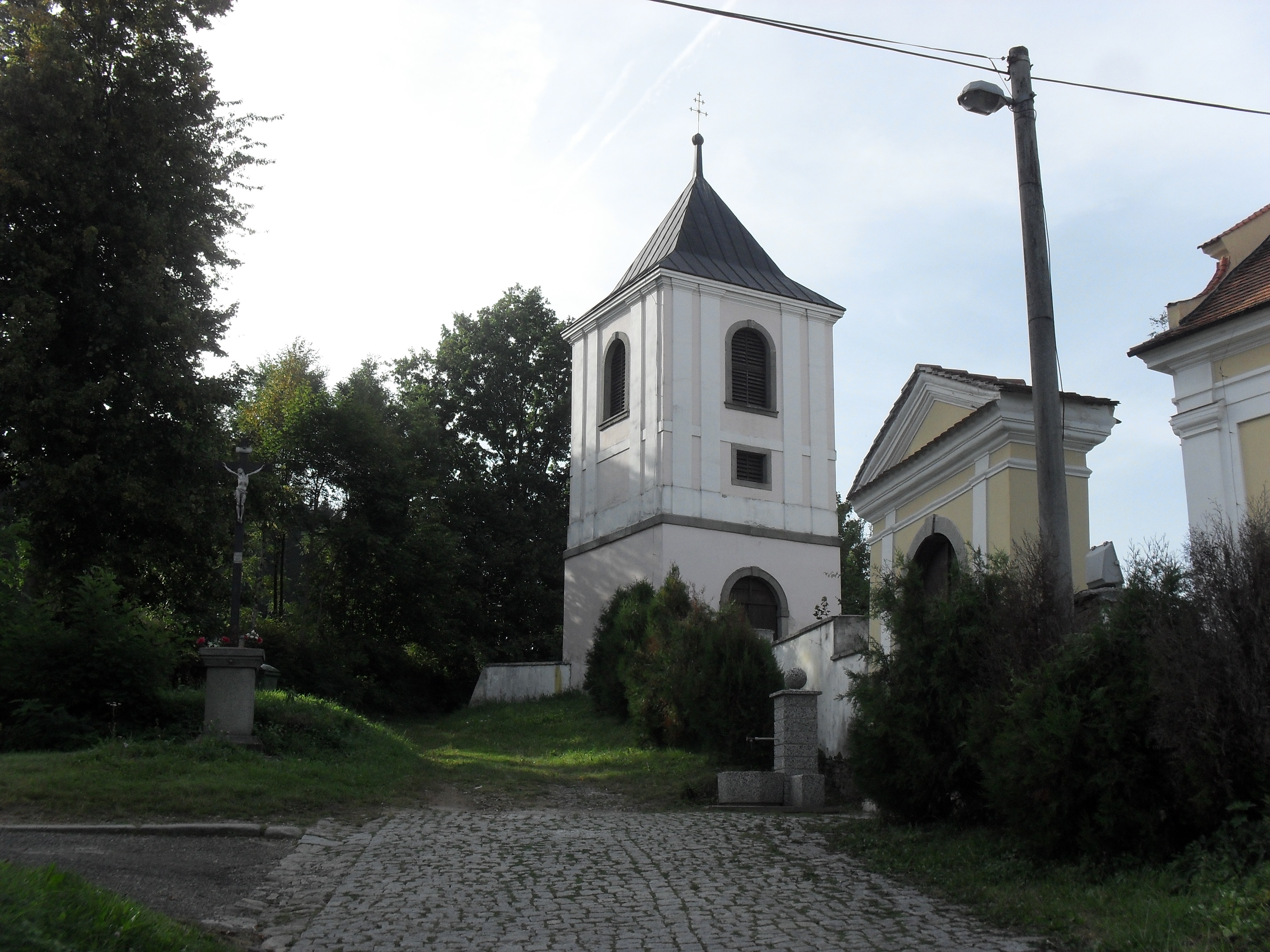
Campanile, che sorge isolato rispetto alla chiesa, all'esterno della cinta muraria

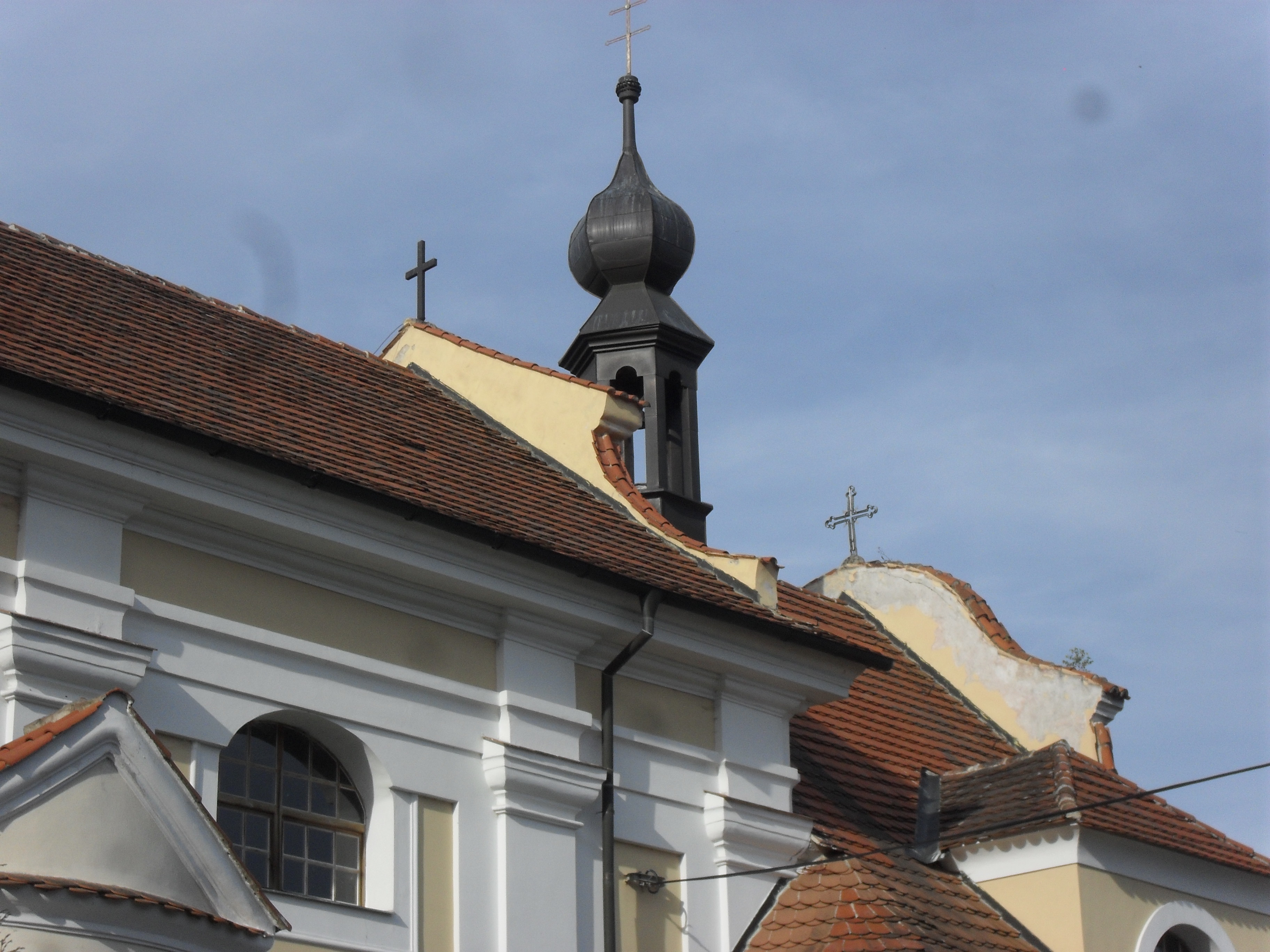
Particolare del campaniletto posto sulla copertura del tetto, anteriormente

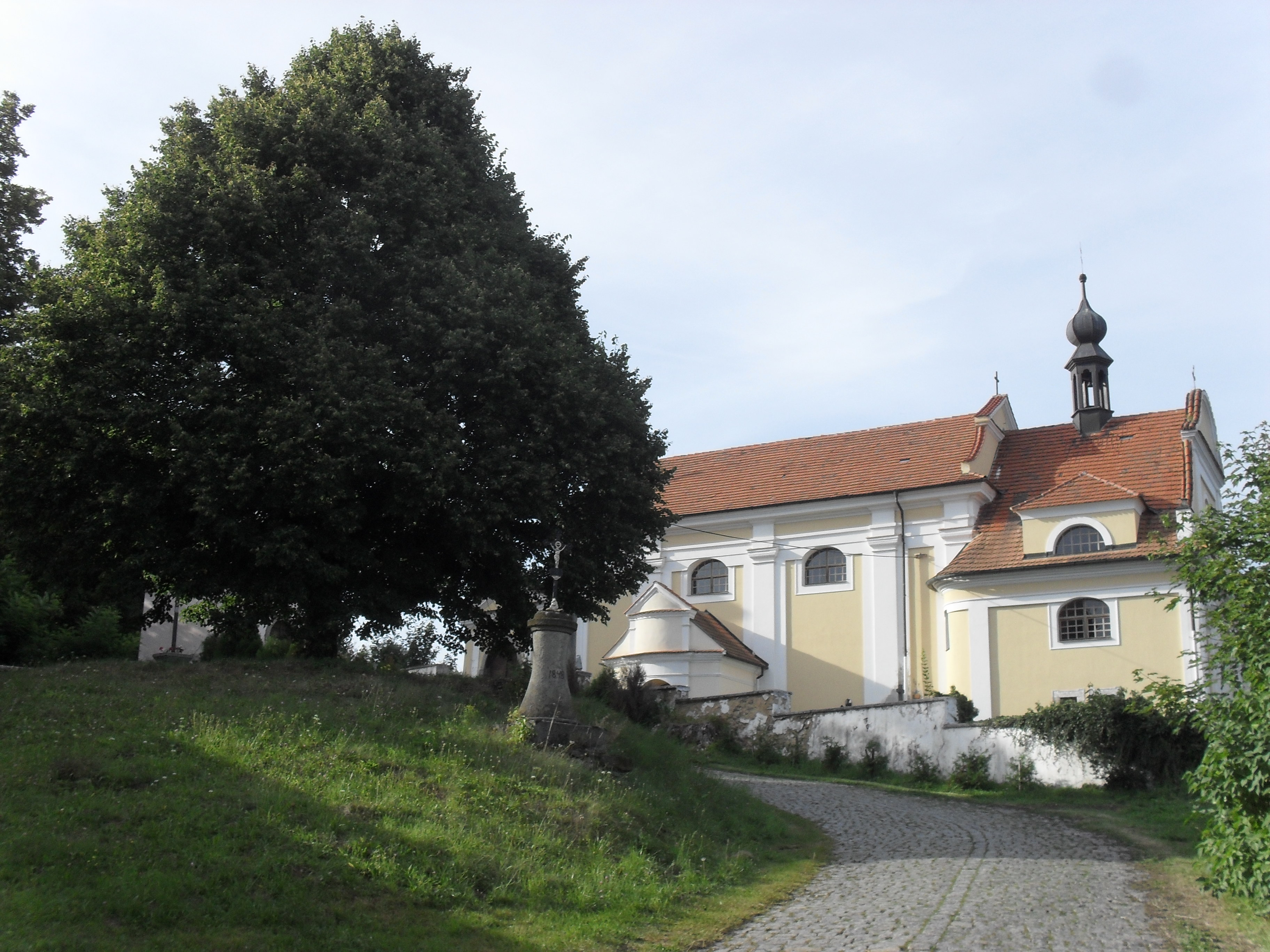
Prospetto laterale sinistro della chiesa

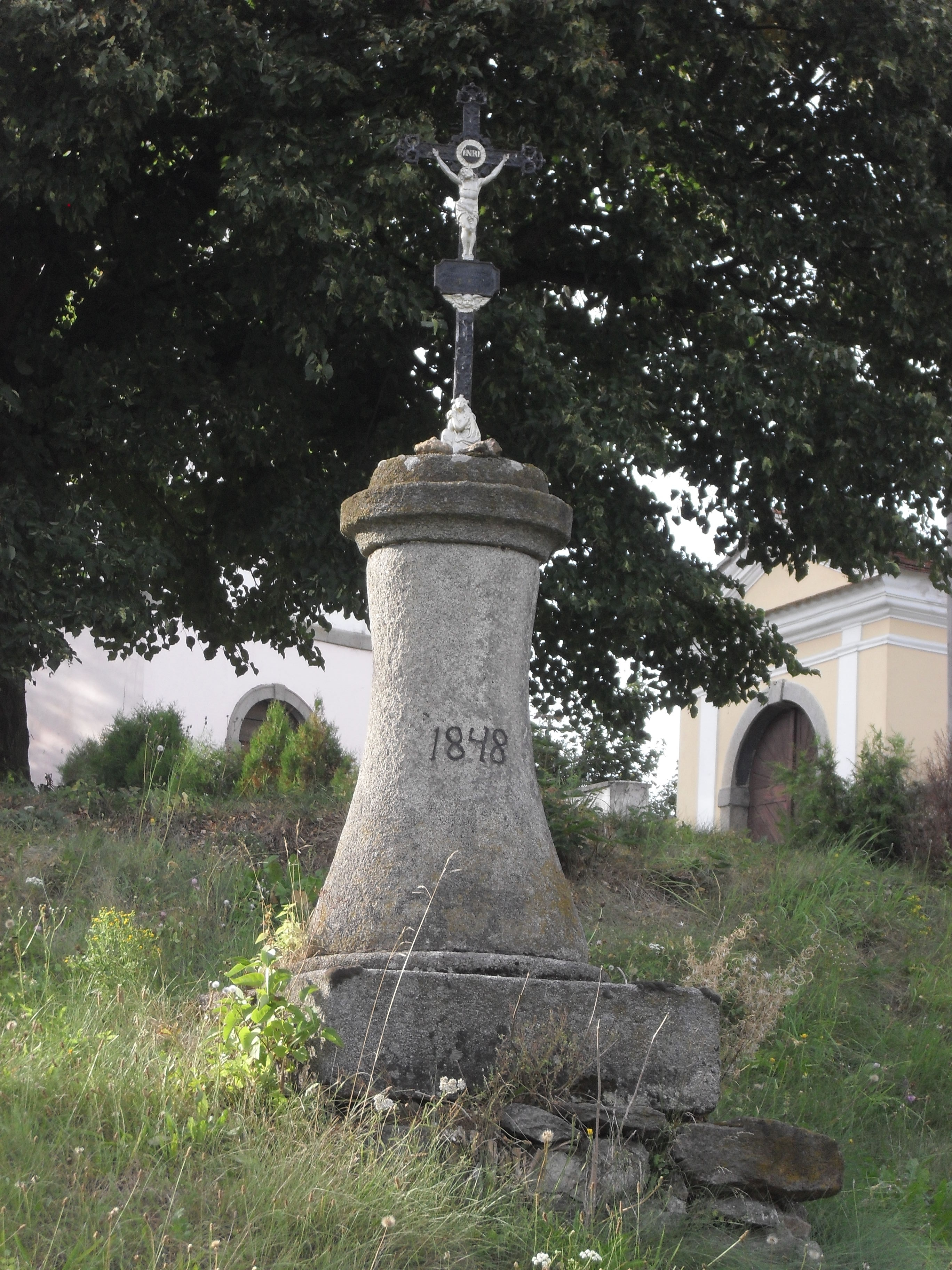
Croce commemorativa del 1848

Sul sito era presente in precedenza un luogo di culto edificato in epoca medievale, risalente probabilmente all'anno 1485. Nell'edificio che ci è pervenuto tuttavia non vi sono elementi che possano ricondurre a quella primitiva fase costruttiva. Il successivo edificio gotico venne distrutto da un incendio e la nuova chiesa fu edificata a partire dal 1703, fu improntata allo stile barocco e il progetto fu elaborato dall'architetto svizzero Giacomo Antonio de Maggi. Fu oggetto di ricostruzione nel 1730, dopo un incendio che arrecò vari danni. L'oratorio venne aggiunto nel 1784 e in quel momento venne modificata anche la facciata della chiesa. La torre campanaria era già preesistente, edificata nel 1696 e appartenente all'edificio gotico precedente. Il muro di recinzione con cancello risale al XVIII secolo. Importanti restauri vennero realizzati nel periodo compreso tra il 1915 e il 1934.

## Descrizione

### Esterni
La chiesa della Natività della Vergine Maria si trova a Kotouň, frazione di Oselce nella Regione di Plzeň in Repubblica Ceca. La chiesa si trova all'estremità nordoccidentale dell'insediamento, nel punto più alto su un pendio relativamente ripido. La chiesa, che mostra orientamento tradizionale verso est, è circondata su tutti i lati da un cimitero, delimitato da un muro di cinta a pianta grosso modo rettangolare. Il campanile tozzo e robusto si alza isolato, fuori dalla cinta muraria davanti all'ingresso all'area cimiteriale. A circa 6 metri a sud dello stesso ingresso si trova una croce commemorativa su un piedistallo in pietra. La muratura delle pareti sopra le volte, pur essendo realizzata in pietra di cava, risale probabilmente al periodo barocco. Della chiesa gotica potrebbero essere rimaste le parti inferiori delle mura oppure, in epoca barocca, l'edificio potrebbe essere stato completamente demolito. Una caratteristica interessante della chiesa di Kotoun è che sotto di essa si trova un grande ossario. Probabilmente contiene i resti di persone del cimitero originale di Kotouń. Questi resti furono rimossi e collocati nell'ossario e intorno alla metà del XVIII secolo furono disposti ordinatamente su strati fino ad un'altezza di circa due metri.

### Interni
La finestra murata nella parete est del presbiterio potrebbe essere servita come foro di montaggio durante la costruzione dell'edificio. Per ragioni strutturali il seminterrato con la cripta dovette essere realizzato molto probabilmente già in fase iniziale. Le finestre panoramiche dell'oratorio potrebbero corrispondere a finestre barocche più antiche. La situazione del sottotetto dell'oratorio non esclude tuttavia che gli ampliamenti fossero già stati realizzati nell'ambito del primo rifacimento barocco. Le travi sotto i tiranti del tetto della navata potrebbero essere quelle del tetto tardo barocco. Probabilmente è settecentesca anche la costruzione del vestibolo che precede la sala. Il tetto della navata risale apparentemente al 1858 (se la data incisa su una delle travi si riferisce alla sua costruzione). Allo stesso periodo risale probabilmente la copertura del presbiterio, anche se non è da escludere che sia stata realizzata già nel XVIII secolo. Sopra le volte dell'oratorio furono realizzati degli abbaini che avrebbero dovuto migliorarne l'illuminazione attraverso le aperture praticate nelle pareti del presbiterio. A causa dell'asimmetria delle aperture di luce rispetto alle finestre dell'oratorio si può ipotizzare la successiva costruzione degli abbaini, ma non è nemmeno da escludere uno spostamento della data della loro costruzione al XVIII secolo.

### Monumento nazionale culturale della Repubblica Ceca
La tutela dei monumenti della Repubblica Ceca considera la chiesa della Natività della Vergine Maria di Oselce un monumento culturale nazionale tutelato col numero di catalogo 1000146106. Oggetto della tutela sono la chiesa, il campanile, il muro di cinta, il portale e la croce commemorativa.